# Мирний (Ібресинський район)
Ми́рний (рос. Мирный, чув. Мирный) — селище у складі Ібресинського району Чувашії, Росія. Входить до складу Буїнського сільського поселення.
Населення — 6 осіб (2010; 24 у 2002).
Національний склад:
- чуваші — 71 %